# Седро-Вуллі (Вашингтон)
Седро-Вуллі (англ. Sedro-Woolley) — місто (англ. city) в США, в окрузі Скеджіт штату Вашингтон. Населення — 12 421 особа (2020).

## Географія
Седро-Вуллі розташоване за координатами 48°30′33″ пн. ш. 122°14′5″ зх. д. / 48.50917° пн. ш. 122.23472° зх. д. (48.509184, -122.234666).  За даними Бюро перепису населення США в 2010 році місто мало площу 9,87 км², уся площа — суходіл. В 2017 році площа становила 11,20 км², уся площа — суходіл.

### Клімат
| Клімат : Седро-Вуллі    | Клімат : Седро-Вуллі | Клімат : Седро-Вуллі | Клімат : Седро-Вуллі | Клімат : Седро-Вуллі | Клімат : Седро-Вуллі | Клімат : Седро-Вуллі | Клімат : Седро-Вуллі | Клімат : Седро-Вуллі | Клімат : Седро-Вуллі | Клімат : Седро-Вуллі | Клімат : Седро-Вуллі | Клімат : Седро-Вуллі | Клімат : Седро-Вуллі |
| Показник                | Січ.                 | Лют.                 | Бер.                 | Квіт.                | Трав.                | Черв.                | Лип.                 | Серп.                | Вер.                 | Жовт.                | Лист.                | Груд.                | Рік                  |
| Абсолютний максимум, °C | 19,4                 | 23,3                 | 27,8                 | 34,4                 | 35,0                 | 37,2                 | 36,7                 | 36,1                 | 32,8                 | 30,0                 | 24,4                 | 23,3                 | 37,2                 |
| Середній максимум, °C   | 6,9                  | 9,3                  | 11,8                 | 15,3                 | 18,7                 | 21,2                 | 23,8                 | 23,8                 | 20,7                 | 15,8                 | 10,4                 | 7,6                  | 15,4                 |
| Середній мінімум, °C    | 0,2                  | 1,1                  | 2,4                  | 4,4                  | 6,8                  | 9,3                  | 10,2                 | 10,3                 | 8,4                  | 5,8                  | 3,0                  | 1,1                  | 5,3                  |
| Абсолютний мінімум, °C  | −18,9                | −18,3                | −13,3                | −3,9                 | −3,9                 | −1,1                 | −0,6                 | 1,1                  | −2,2                 | −6,7                 | −16,1                | −17,2                | −18,9                |
| Норма опадів, мм        | 146                  | 107                  | 110                  | 90                   | 73                   | 65                   | 37                   | 43                   | 77                   | 117                  | 165                  | 154                  | 1184                 |
| Днів з опадами          | 19                   | 16                   | 18                   | 15                   | 13                   | 11                   | 6                    | 7                    | 11                   | 15                   | 20                   | 20                   | 171,0                |
| ----------------------- | -------------------- | -------------------- | -------------------- | -------------------- | -------------------- | -------------------- | -------------------- | -------------------- | -------------------- | -------------------- | -------------------- | -------------------- | -------------------- |
| Джерело:                |                      |                      |                      |                      |                      |                      |                      |                      |                      |                      |                      |                      |                      |

## Демографія
Згідно з переписом 2010 року, у місті мешкало 10 540 осіб у 3995 домогосподарствах у складі 2609 родин. Густота населення становила 1068 осіб/км².  Було 4303 помешкання (436/км²).
Расовий склад населення:
| - 86,1 % — білих - 1,9 % — корінних американців - 1,4 % — азіатів - 0,3 % — чорних або афроамериканців - 6,8 % — осіб інших рас |

До двох чи більше рас належало 3,3 %. Частка іспаномовних становила 14,0 % від усіх жителів.
За віковим діапазоном населення розподілялося таким чином: 27,3 % — особи молодші 18 років, 60,0 % — особи у віці 18—64 років, 12,7 % — особи у віці 65 років та старші. Медіана віку мешканця становила 33,7 року. На 100 осіб жіночої статі у місті припадало 93,3 чоловіків;  на 100 жінок у віці від 18 років та старших — 89,9 чоловіків також старших 18 років.
Середній дохід на одне домашнє господарство  становив 53 238 доларів США (медіана — 41 652), а середній дохід на одну сім'ю — 61 358 доларів (медіана — 47 705). Медіана доходів становила 41 848 доларів для чоловіків та 33 204 долари для жінок. За межею бідності перебувало 21,4 % осіб, у тому числі 33,5 % дітей у віці до 18 років та 6,9 % осіб у віці 65 років та старших.
Цивільне працевлаштоване населення становило 4794 особи. Основні галузі зайнятості: освіта, охорона здоров'я та соціальна допомога — 24,4 %, виробництво — 14,4 %, мистецтво, розваги та відпочинок — 13,5 %, роздрібна торгівля — 12,8 %.